# Kumanskiella
Kumanskiella is een geslacht van schietmotten uit de familie Hydroptilidae.

## Soorten
Deze lijst is mogelijk niet compleet.
- K. aliena (K Kumanski, 1987)
- K. karenae SC Harris & OS Flint, 1992